# Ponti Rossi
I Ponti Rossi sono una zona popolare di Napoli che va dal Parco di Capodimonte fino a Piazza Grande tramite via Ponti Rossi. Inoltre comprende anche la zona più interna che va verso Miano, Secondigliano e Capodichino collegata con via Udalrigo Masoni.
La zona dei Ponti Rossi è nota fin dai tempi antichi quale zona fertile e destinata all'agricoltura; il segno lasciato dai Romani è un tratto di acquedotto di epoca augustea in tufo e laterizi rossi (da cui il nome) e parte dell'acquedotto del Serino. La datazione precisa dell'acquedotto non è stata sempre certa: fino al 1938 era stato erroneamente attribuito a Claudio per via del ritrovamento di fistule in piombo col nome di Claudio. Fu lo studio successivo delle soluzioni architettoniche e delle tecniche costruttive a piazzare correttamente il periodo di costruzione dell'opera al regno di Augusto.

## Storia
Nella zona si conservano ancora integri i resti dell'acquedotto romano: le date incise su alcuni tubi di piombo consentono una precisa datazione dell'opera al tempo dell'imperatore Claudio (41-54).
L'acquedotto fu completamente distrutto dopo la caduta dell'impero romano; solo nel Cinquecento si intraprese l'opera di ricostruzione, per volontà di don Pedro de Toledo. Lo studioso incaricato della stesura del progetto, Antonio Lettieri, rinvenne le tracce dell'intero percorso dell'acquedotto, che si estendeva per molte miglia, dalle sorgenti dell'Acquara, presso Serino, fino alla costa del golfo di Napoli, con una struttura alta 2,10 metri e larga 0,82 metri, e con canalizzazioni sotterranee in alcuni tratti. Alcune diramazioni conducevano l'acqua nelle zone di Nola, Pompei, Pomigliano d'Arco e Atella. Il tratto principale invece serviva l'area di Casoria e San Pietro a Patierno, giungendo nella località denominata "Cantarelli" (oggi Cantariello), in territorio di Afragola, proprio dai "cantari", che erano tubi nei quali l'acqua fluiva, diramandosi infine in diverse zone della città di Napoli.
Nel XVII secolo sulle colline venne eretto il Complesso di Santa Maria dei Monti, un monastero tutt'oggi esistente sebbene con qualche modifica strutturale avvenuta nel corso dei secoli. 
Nell'Ottocento vengono costruite numerose ville rurali (essendo la zona considerata campagna) e nel Novecento la violenta espansione urbanistica della città e la speculazione edilizia sconvolsero la naturalezza dei Ponti Rossi.

## Monumenti e luoghi d'interesse
Nella zona dei Ponti Rossi, oltre all'acquedotto, sorgono altre architetture di significativo interesse.
- Il complesso di Santa Maria dei Monti, realizzato da Cosimo Fanzago nel XVII secolo;
- Villini liberty e ottocenteschi;
- Fabbrica dell'Aloia;
- Complesso di Piazza Grande del 1979-89, realizzato da Aldo Loris Rossi.